# Diplotaxis muralis
La ruca (Diplotaxis muralis) és una espècie de planta pertanyent a la família Brassicaceae. És una planta nativa de la regió Paleàrtica, però es troba en totes les regions temperades del món, on s'ha naturalitzat. És una planta erecta que rarament arriba a 50 cm d'alçada. Té les fulles lobulades i les puntes de les seves tiges estan cobertes de denses inflorescències de color groc i ocasionalment de color porpra esmorteït. Les flors tenen petits pètals ovals i grans estams. El fruit és una síliqua de dos a quatre centímetres de llarg.